# Vestida de azul
Vestida de azul es una película documental española de 1983, con guión y dirección de Antonio Giménez-Rico.
Se estrenó en el Festival de Cine de San Sebastián el 6 de septiembre de 1983. El documental fue visto por 248.081 espectadores.

## Argumento
El filme comienza durante una redada policial de unas transexuales que se encuentran ejerciendo la prostitución; aquí se congela la imagen, apareciendo unos rótulos que nos advierten de la veracidad de la historia y la de las personas cuya vida se va a retratar. Durante los créditos, las seis protagonistas son presentadas mientras toman un refrigerio en el Palacio de Cristal de Madrid. A partir de aquí comenzará el relato de sus vidas.
Loren, la mayor, estuvo encerrada en Carabanchel. Entre otros episodios de su vida, cuenta anécdotas de su servicio militar. Renée Amor, peluquera, cuya familia aún no sabe de su vida como mujer. Nacha se dedica al mundo de la prostitución. Eva es artista: realiza strip-tease integral y playbacks de Lina Morgan. Tamara es gitana y fue maltratada por su familia. Se dedica al mundo del espectáculo bailando como Lola Flores e Isabel Pantoja. Y por último, Josette, también artista. Además de tener una hermana en su misma situación, Eva Welch, se casó con una mujer (aún sabiendo su identidad de género y orientación sexual). En la película se muestra cómo su exmujer, ya unida en segundas nupcias y madre de un niño, le echa en cara su cobardía y engaño.

## Libro
La periodista Valeria Vegas hizo un estudio de la película y de la situación de la transexualidad en España durante los años de la Transición. Lo tituló Vestidas de azul. Análisis social y cinematográfico de la mujer transexual en los años de la transición española (editorial Dos Bigotes, 2019).

## Reparto
Las personas que aparecen en el documental son:
- Loren Arana Arellano
- Renée Amor Fernández[5]
- Nacha María Sánchez Sánchez
- Eva Pérez de los Cobos Ávila
- Josette Ruiz-Orejón Casado
- Tamara Muñoz Santiago
- Dr. Javier Burgos
- Dr. Carlos Picasa
- Arturo González
- Pedro Basanta como cliente
- Miguel Domínguez Fidalgo como portero mayordomo del ayuntamiento de Alcobendas

## Restauración en 4K
- Durante la 75.ª edición del Festival de Berlín de 2025, se reestrenará una copia restaurada de la cinta en calidad 4k.[6]